# Stephanie Catley
Stephanie Catley   (Melbourne, 26 de gener de 1994) és una futbolista australiana. Juga com a defensa a l'Arsenal d'Anglaterra i a la selecció femenina de futbol d'Austràlia.

## Trajectòria
Catley va arribar de petita al Melbourne Victory on va fer el seu debut amb tan sols 15 anys l'octubre de 2009 davant del Perth Glory FC.
Va ser una de les figures al migcamp en un equip format per majoria de dones de poca edat. Marcaria el seu primer gol a la segona temporada amb l'equip de primera tres dies abans del seu aniversari, el 23 de gener del 2011.
Per a la temporada següent, lideraria l'equip i seria seguida de prop pel Portland Thorns FC de la National Women's Soccer League (NWSL).
A la temporada 2012-2013 va aconseguir el premi a la millor jugadora australiana de la temporada. Catley porta més de 60 partits disputats amb el Melbourne.
Per al final de la temporada 2013-2014, va completar la transferència al Portland Thorns de la NWSL.
El 17 de setembre de 2015, el Melbourne City va anunciar que Catley jugarà per al club a la temporada 2015-2016 de la W-League.

## Selecció nacional

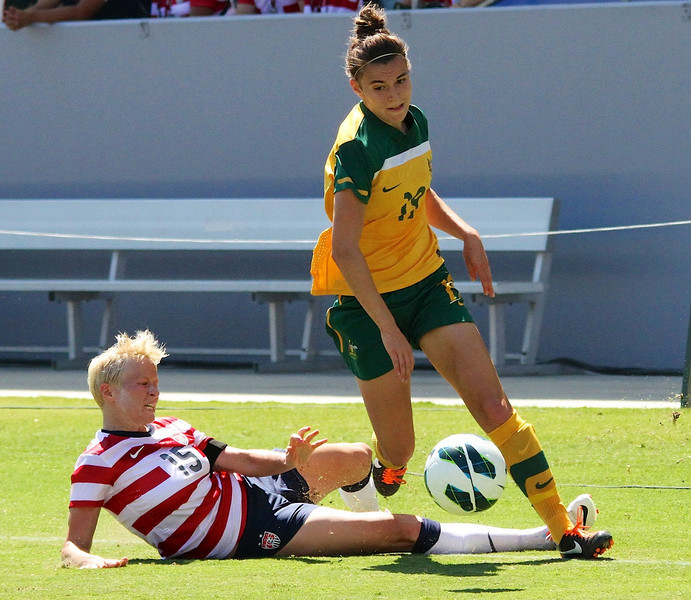
Catley jugant per Austràlia contra els Estats Units a Carson el 2012.

Després d'haver passat alguns anys jugant als equips juvenils d'Austràlia, Catley va fer el seu debut amb l'⁣absoluta contra Nova Zelanda el juny del 2012, el mateix partit que la seva amiga de la infància, Ashley Brown.
Catley va ser part de la plantilla de l'equip nacional de futbol femení d'Austràlia per a la Copa Mundial Femenina de Futbol de 2015, i va ser titular en els partits contra els Estats Units, Nigèria, Suècia i el Brasil.
Durant la Copa del Món, Catley, va participar en els cinc partits jugant des del començament i per la banda esquerra, així va jugar els 450 minuts. Va fer 8 segades i va guanyar-les totes, també va fer 13 intercepcions i en va guanyar 12. Va tenir una precisió de 72,4% en eficàcia amb les passades.
El juliol de 2015, EA Sports va anunciar que Catley apareixeria a la portada de l'edició australiana de FIFA 16.

## Estadístiques

### Gols internacionals
| # | Data                   | Lloc                                                | Oponent     | Gol | Resultat | Competició                                            |
| - | ---------------------- | --------------------------------------------------- | ----------- | --- | -------- | ----------------------------------------------------- |
| 1 | 22 de novembre de 2012 | Estadi Bao'an, Shenzhen, Xina                       | Hong Kong   | 4–0 | 4–0      | 2013 EAFF Classificació femenina per a la Copa d'Àsia |
| 2 | 19 de maig de 2015     | Valentine Sports Park, Sydney, Australia            | Vietnam     | 1–0 | 4–0      | Amistós                                               |
| 3 | 7 de febrer de 2020    | Estadi Campbelltown, Sydney, Australia              | Xina Taipeu | 3–0 | 7–0      | Torneig Preolímpic Femení de l'AFC 2020               |
| 4 | 20 de juliol de 2023   | Stadium Australia, Sydney, Australia                | Irlanda     | 1-0 | 1-0      | Copa del Món Femenina de Futbol de 2023               |
| 5 | 31 de juliol de 2023   | Melbourne Rectangular Stadium, Melbourne, Australia | Canadà      | 4-0 | 4-0      | Copa del Món Femenina de Futbol de 2023               |

## Palmarès

### Club

#### Melbourne Victory
- Campionat W-League: 2013–14

#### Melbourne City
- Campionat W-League: 2016, 2017, 2018, 2020
- W-League Premiership: 2015–16, 2019-20

Arsenal
- FA Women's League Cup 2022-23, 2023-24

### Austràlia
- AFF Campionat Femení Sub-16: 2009
- Torneig Preolímpic Femení de l'AFC: 2016, 2020
- Torneig de Nacions: 2017
- FFA Cup of Nations: 2019

### Individual
- W-League Juvenil de l'any: 2012-13
- FFA Sub-20 Jugadora de l'any: 2012, 2013[8]
- Equip de la Temporada de la W-League: 2016-17, 2017-18, 2018-19, 2019-20
- Segon Millor XI: 2014, 2017, 2018
- Jugadora de l'Any de PFA: 2020
- Equip de la Dècada de l'AFC (IFFHS): 2011-2020
- Millor Onze de l'AFC (IFFHS): 2022[9]